# Bukowiec Opoczyński
Bukowiec Opoczyński (do 1961 Bukowiec I) – wieś w Polsce położona w województwie łódzkim, w powiecie opoczyńskim, w gminie Opoczno.
Na południu graniczy z miastem Opocznem.
| SIMC    | Nazwa     | Rodzaj    |
| ------- | --------- | --------- |
| 0547017 | Komorniki | część wsi |

Za II RP siedziba gminy Opoczno. W latach 1975–1998 miejscowość administracyjnie należała do województwa piotrkowskiego.
Przez Bukowiec Opoczyński przebiega Centralna Magistrala Kolejowa (CMK).
Wierni kościoła rzymskokatolickiego należą do parafii św. Bartłomieja w Opocznie.